# Brilliance H3
La Brilliance H3 è un'autovettura prodotta dalla casa automobilistica cinese Brilliance dal 2016.

## Descrizione
La vettura, che va a sostituire le H320 e H330, è una berlina 3 volumi alimentata da un motore a quattro cilindri da 1,5 litri in versione aspirata da 112 cavalli e turbocompressa che eroga 150 cavalli e 220 Nm. I motori sono accoppiati a un cambio manuale o in opzione ad un automatico a 5 marce. L'accelerazione da 0 a 100 km/h è coperta in 10,11 secondi.